# Hajk Hakobján
Hajk Hakobján, örményül: Հայկ Հակոբյան, művésznevén: Hayko (Jereván, 1973. augusztus 25. – Jereván, 2021. szeptember 26.) örmény énekes. Ő képviselte Örményországot a 2007-es Eurovíziós Dalfesztiválon, Helsinkiban, a Anytime You Need című dalával.

## Pályafutása
2007. február 25-én megnyerte az örmény eurovíziós nemzeti válogatóműsort, az Evratesilt így ő képviselhette hazáját az Eurovíziós Dalfesztiválon. Az Anytime You Need című dalával a dalfesztivál döntőjében 138 ponttal a verseny nyolcadik helyezettje lett.
Az énekes rákos beteg volt, 2021. szeptember 26-án negyvennyolc évesen hunyt el Jerevánban, miután koronavírussal fertőződött meg.

## Diszkográfia

### Stúdióalbumok
- Romance (2000)
- Norits (2004)
- Live Concert (2004)
- In One Word (2007)
- Live Concert 2008 (2008)
- Es Qez Siraharvel Em (2014)
- Hayko Live Concert (2018)
- Amena (2020)

### Kislemezek
- Anytime You Need (2007)
- Sirum Em (2018)
- Siro Haverj Qaxaq (2018)
- For You My Love (2019)
- Im Kyanq (2019)
- #Verev (2019)
- Khostovanum Em (2022)
- Sirelis (2023)
- Kyanqoov (2023)

### Közreműködések
- Ashkharums imn dun yes (2007, Arame)